# Forte da Vinha da Areia

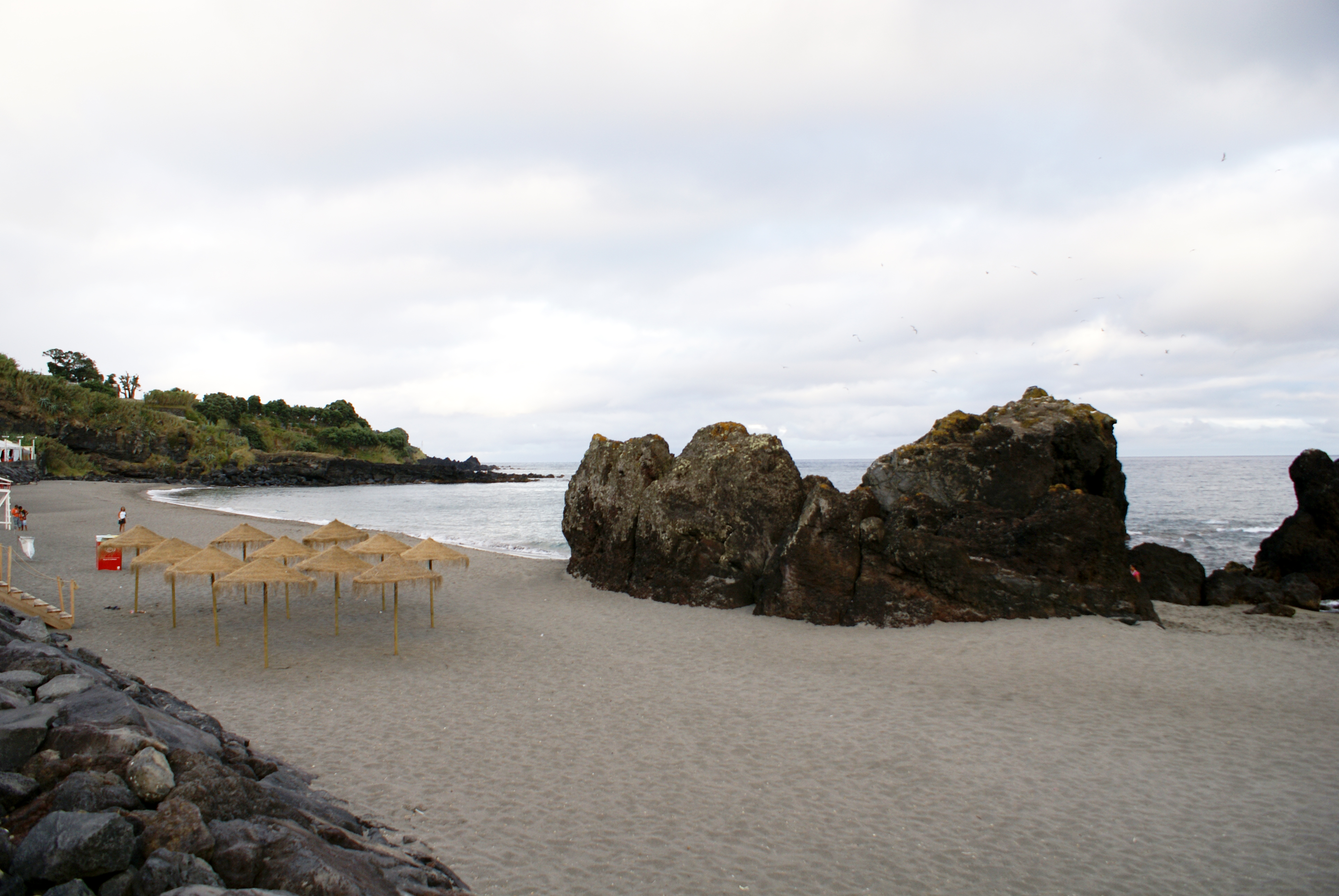
Praia da Vinha da Areia, ilha de São Miguel.

O Forte da Vinha da Areia, também referido possivelmente como Forte de Santo André, localizava-se sobre a atual praia da Vinha da Areia, na freguesia de São Miguel, concelho de Vila Franca do Campo, na ilha de São Miguel, nos Açores.
Em posição dominante sobre este trecho do litoral, constituiu-se em uma fortificação destinada à defesa deste ancoradouro contra os ataques de piratas e corsários, outrora frequentes nesta região do oceano Atlântico.

## História
A "Relação" do marechal de campo Barão de Bastos em 1862 refere-o como "Forte da Vinha" e informa que se encontrava arruinado.
Esta estrutura não chegou até aos nossos dias.